# Музей Марио Тестино
Музей Марио Тестино (исп. Museo Mario Testino, MATE) — художественный музей в перуанском городе Лима, основанный фешн-фотографом Марио Тестино и открытый в 2012 году; представляет временные выставки в залах «Temporal I» и «MATE Lab» — выставляет как работы фотографов моды, так и произведения современного фотоискусства — как региональных, так и международных авторов.

## История и описание
Музей Марио Тестино (MATE) был основан в Лиме в 2012 году перуанским фотографом, специализирующимся на модной фотографии, Марио Тестино — как некоммерческая организация. Музей полагает себя платформой для развития творческих индустрий; организация видит себя «окно Лимы в мир международного современного искусства»; галерея также пытается продвигать перуанских авторов на международной арт-сцене.
Особняк, который сегодня занимает MATE, был построен в 1898 году инженером Матео Пагано в характерном для того периода стиле — здание представляет собой прямоугольное одноэтажное строение; фасад был украшен значительным числом сложных резных элементов. В 2011 году, когда начались диагностические работы, дом находился в состоянии постепенной деградации, хотя и сохранил свою первоначальную структуру. В октябре того же года началась масштабная реставрация, выполнявшаяся под руководством перуанского архитектора Аугусто де Коссио; она заняла 10 месяцев и включала в себя как ремонт и укрепление оригинальных стен, так и восстановление всех внутренних деревянных украшений. Историко-реставрационные работы были выполнены специализированной группой «Escuela Taller de Lima» и скульпторами из «Escuela Autónoma de Bellas Artes». В дополнение к реконструкции, новое смежное здание было построено в задней части виллы. Ремонт особняка МАТЕ был закончен к июлю 2002 года.
Постоянная экспозиция музея представляет работы самого Тестино — они представлены в восьми залах, разделенных по «элементам» его творчества. Изображения таких моделей как Кейт Мосс, Жизель Бюндхен, Кендалл Дженнер, Джиджи Хадид, Кара Делевни и Карли Клосс представлены в собрании. Портреты целого ряда известных артистов — таких как Блейк Лайвли, Бейонсе, Леди Гага, Тейлор Свифт и Джастин Бибер — также выставлены в музейных залах. Зал «Alta Moda» представляет посетителям собрание фотографий местных жителей — в частности, здесь есть серия портретов танцоров из Куско в традиционных перуанских костюмах. Отдельная экспозиция посвящена и принцессе Уэльской Диане: её фотографии были сделаны Тестино в 1997 году.
MATE также проводит и временные выставки — для этого в его здании отведены два зала, «Temporal I» и «MATE Lab». Музей проводит как выставки местных авторов, таки известных международных фотохудожников. Экспериментальные проекты — инсталляции, проекции и т. д. — представляются местной публике в зале «MATE Lab». Здесь же проходят семинары и другие образовательные мероприятия.